# Square One
Square One – debiutancki singel południowokoreańskiej grupy Blackpink, wydany 8 sierpnia 2016 roku przez wytwórnię YG Entertainment. W skład singla weszły dwie piosenki: „Whistle” (kor. 휘파람 Hwiparam) oraz „Boombayah” (kor. 붐바야 Bumbaya).
3 sierpnia 2016 roku opublikowano zdjęcie jednej z członkiń grupy, Rosé, a także liczbę dni do premiery wydawnictwa. 4 sierpnia ukazało się promocyjne zdjęcie Jennie oraz wspólne zdjęcie całej grupy. 5 sierpnia ukazały się kolejne zdjęcia grupy oraz indywidualne trzeciej członkini, Lisy, a także tytuł jednej z piosenek – „Boombayah”. Następnego dnia YG Entertainment opublikowało kolejne zdjęcia grupy, portret Jisoo oraz tytuł drugiej z piosenek – „Whistle”. 7 sierpnia ukazał się ostatni plakat promocyjny z udziałem wszystkich członkiń grupy. Obie piosenki osiągnęły sukces komercyjny.

## Lista utworów
| Nr | Tytuł                             | Słowa                       | Aranżacja                             | Kompozycja                | Czas |
| -- | --------------------------------- | --------------------------- | ------------------------------------- | ------------------------- | ---- |
| 1. | „Whistle” (kor. 휘파람 Hwiparam)  | B.I, Teddy Park, Bekuh Boom | Teddy Park, Future Bounce, Bekuh Boom | Teddy Park, Future Bounce | 3:32 |
| 2. | „Boombayah” (kor. 붐바야 Bumbaya) | Teddy Park, Bekuh Boom      | Teddy Park, Bekuh Boom                | Teddy Park                | 4:01 |